# Gemeente (bestuur)
Een gemeente is een woonkern of groep van woonkernen (dorpen, steden) met het bijbehorende gebied die samen worden bestuurd door een politiek apparaat. De gemeente is in de meeste landen de onderste bestuurslaag uit de politieke bestuursstructuur. De lagen boven de gemeente zijn:
- in Nederland achtereenvolge provincie en de rijksoverheid.

Twee gemeenten kenden tot 2014 deelgemeenten waarin de gemeente was opgedeeld: Amsterdam en Rotterdam.
- in België achtereenvolgens de provincie, het gewest en de federale staat. Een Belgisch arrondissement is geen bestuurslaag, maar een administratieve indeling.

De gemeenten zijn administratief opgedeeld in deelgemeenten. Deze afdelingen vormen geen bestuurslaag. Gemeenten met meer dan 100.000 inwoners mogen van de deelgemeenten districten maken met een eigen verkozen raad en bestuur. Alleen de stad Antwerpen maakt van dit recht gebruik, zie district in Antwerpen.

## Etymologie
Het woord gemeente is afkomstig van de Middeleeuwse meent of gemene gronden. Het gemeenschappelijk gebruik van de meenten vereiste een vorm van collectief bestuur.

## Gemeenteartikelen per land
- Andorrese gemeente
- Belgische gemeente
- Bulgaarse gemeente
- Chinese gemeente
- Deense gemeente
- Duitse gemeente
- Estische gemeente
- Filipijnse gemeente
- Franse gemeente
- Griekse gemeente
- Hondurese gemeente
- Italiaanse gemeente
- Japanse gemeente
- Kosovaarse gemeente
- Litouwse gemeente
- Luxemburgse gemeente
- Macedonische gemeente
- Malinese gemeente
- Moldavische gemeente
- Nederlandse gemeente
- Noorse gemeente
- Oekraïense gemeente
- Poolse gemeente
- Roemeense gemeente
- Russische gemeente
- Sloveense gemeente
- Spaanse gemeente
- Tsjechische gemeente
- Zwitserse gemeente